# Juan Isidro Maza
Juan Isidro Maza Sotomayor (1795 - 1853). Fue gobernador de la Provincia de Mendoza desde el 16 de mayo hasta el 2 de septiembre de 1841.
| Precedido por: Justo Correas (2° mandato) | Gobernador de la Provincia de Mendoza (provisional) 1841 | Sucedido por: José María Reina (provisional) |

- Datos: Q5950073